# Tomas Delininkaitis
Tomas Delininkaitis (nacido el 11 de junio de 1982 en Klaipėda, Lituania) es un jugador de baloncesto profesional de nacionalidad lituana cuya carrera deportiva ha transcurrido en su mayor parte en clubes de Lituania y Ucrania. Actualmente juega en el Neptūnas Klaipėda.

## Trayectoria deportiva
- 2001-2002 LKL. Neptūnas Klaipėda.  Lituania
- 2002-2007 LKL. Lietuvos Rytas.  Lituania
- 2007-2008 Azovmash Mariupol.  Ucrania
- 2008-2009 Kiev Budivelnyk.  Ucrania
- 2009-2010 CB Murcia.  España
- 2009-2010 PAOK Salónica BC.  Grecia
- 2010-2012 LKL. Zalgiris Kaunas.  Lituania
- 2012–2013 Cherkaski Mavpy.  Ucrania
- 2013 VEF Rīga.  Letonia
- 2013–2014 Torku Konyaspor B.K.  Turquía
- 2014–2015 AEK Atenas B.C.  Grecia
- 2016. Rethymno BC  Grecia
- 2016-2017 Krepšinio klubas Prienai  Lituania
- 2017- LKL. Neptūnas Klaipėda.  Lituania

## Palmarés
- LKL Campeón - 2006
- BBL Campeón - 2006, 2007
- ULEB Cup Campeón - 2005
- BBL Vicecampeón - 2005
- LKL Vicecampeón - 2004, 2005, 2007
- Ukrainian Basketball Super League Campeón - 2008